# حفلة رعوية
حفلة رعوية هي لوحة زيتية تنسب للفنان الإيطالي تيتيان رسمها حوالي 1509.